# Irlanda en los Juegos Europeos
Irlanda en los Juegos Europeos está representada por la Federación Olímpica de Irlanda, miembro de los Comités Olímpicos Europeos. Ha obtenido un total de 26 medallas: 7 de oro, 7 de plata y 12 de bronce.

## Medalleros

### Por edición
| Evento        | Oro | Plata | Bronce | Total |
| ------------- | --- | ----- | ------ | ----- |
| Bakú 2015     | 2   | 1     | 3      | 6     |
| Minsk 2019    | 1   | 2     | 4      | 7     |
| Cracovia 2023 | 4   | 4     | 5      | 13    |
| TOTAL         | 7   | 7     | 12     | 26    |

### Por deporte
| Evento     | Oro | Plata | Bronce | Total |
| ---------- | --- | ----- | ------ | ----- |
| Atletismo  | 0   | 0     | 1      | 1     |
| Bádminton  | 0   | 0     | 3      | 3     |
| Boxeo      | 5   | 4     | 6      | 15    |
| Kickboxing | 1   | 2     | 2      | 5     |
| Rugby 7    | 1   | 0     | 0      | 1     |
| Taekwondo  | 0   | 1     | 0      | 1     |
| TOTAL      | 7   | 7     | 12     | 26    |